# Custodio Dos Reis
Custodio Dos Reis (Rabat, 30 de noviembre de 1922 - 26 de noviembre de 1959) fue un ciclista marroquí, profesional entre 1946 y 1947 y entre 1949 y 1956. Su único éxito destacado fue la victoria en una etapa del Tour de Francia de 1950.
Estuvo a punto de convertirse en el primer africano en ganar una etapa en el Tour de Francia, pero un solo día antes el argelino Marcel Molinès consiguió imponerse en la meta de Nimes, privando a Custodio de dicho honor.

## Palmarés
1950
- 1 etapa del Tour de Francia

1951
- 2 etapas de la Vuelta a Marruecos

### Resultados en el Tour de Francia
- 1949: 54.º de la clasificación general.
- 1950: 26º de la clasificación general. Vencedor de una etapa.

## Equipos
- Sporting (1946-1947)
- Peugeot-Dunlop (1949-1950)
- Ruche-Dunlop (1950)
- Peugeot-Dunlop (1951-1953)
- Royal Condrix (1954)
- Independiente (1955)
- Indaucho (1956)